# Marcus Terentius Varro
Marcus Terentius Varro (116-27 f.Kr.) var en romersk polyhistor og produktiv forfatter. Han betragtes som en af antikkens Roms største lærde og blev beskrevet af Petrarca som "det tredje store lys i Rom" (efter Virgil og Cicero). Han kaldes undertiden Varro Reatinus ("Varro fra Rieti") for at adskille ham fra den yngre og samtidige Varro Atacinus.

## Liv
Varro blev født i eller nær Reate (nu Rieti i Lazio) i en familie, der menes at tilhører ridderstanden (equites). Han forblev altid tæt knyttet til sine rødder i området, og ejede en stor gård på Reatine-sletten (angiveligt nær Lago di Ripasottile) indtil sin alderdom. Han støttede Pompejus og nåede embedet som paetor, efter også at have tjent som plebejertribun, kvæstor og curule ædil. Det er sandsynligt, at Varro var utilfreds med den kurs, som Pompejus valgte, da det Første Triumvirat blev dannet i ca. 60 f.Kr. – denne utilfredshed kan have ledt til, at han mistede sin chance for at blive udnævnt konsul. Han gjorde tilmed grin med koalitionen i et værk med titlen "Uhyret med tre hoveder" (Τρικάρανος på græske af Appian, Borgerkrigene, II.ii.9). Han var en del af den kommission på tyve, der gennemførte Cæsars store jordfordelingsplan for genbosættelse af Capua og Campania (i 59 f.Kr.).

Under Cæsars borgerkrig (fra 49 til 45 f.Kr.) kommanderede han en af Pompejus hære i Ilerda-kampagnen (nutidens Lleida) i 49 f.Kr. Han undgik straf for at have støttet den tabende side i borgerkrigen gennem to benådninger givet af Julius Cæsar før og efter slaget ved Farsalos i 48 f.Kr. Cæsar udnævnte ham til at føre tilsyn med Roms offentlige bibliotek i 47 f.Kr., men efter Cæsars død proskriberet Marcus Antonius ham, hvilket resulterede i, at han mistede meget af sin ejendom, inklusive sit bibliotek. Da den Romerske Republik blev afløst af det Romerske Kejserrige i ca. 27 BC, vandt Varro Augustus' gunst. Under Augustus' beskyttelse fandt han den sikkerhed og ro, der gjorde det muligt for ham at hellige sig studier og forfatterskab.
Varro var en flittig elev af både den romerske filolog Lucius Aelius Stilo (død 74 f.Kr.) og senere under den akademiske filosof Antiochus fra Ascalon (død 68 f.Kr.) i Athen. Hans produktivitet som forfatter er imponerende – over 74 latinske værker om vidt forskellige emner. Udover de mange tabte værker (kun kendt gennem fragmenter) skiller to af hans værker sig særligt ud for historikere: "De Ni Discipliners Bøger" og hans samling kendt som den Varronianske Kronologi. "De Ni Discipliners Bøger" blev en model for senere encyklopædister, især for Plinius den Ældre (ca. 23 til 79 e.Kr.). Den mest bemærkelsesværdige del af "De Ni Discipliners Bøger" er dens brug af de frie kunstneriske discipliner som organiserende principper. Varro valgte at fokusere på at identificere ni af disse kunstarter: grammatik, retorik, logik, aritmetik, geometri, astronomi, musikteori, medicin og arkitektur. Senere forfattere definerede de syv klassiske "frie kunstneriske discipliner" i middelalderens skoler baseret på Varros liste, formidlet gennem Martianus Capella's allegoriske værk fra det tidlige 5. århundrede e.Kr.
I ca. 37 f.Kr., i sin høje alderdom, skrev Varro et omfattende værk om om landbrug til sin hustru Fundania. Værket hedder De re rustica (også kaldt Res rusticae) og ligner Cato den Ældres værk De agri cultura — begge værker beskæftiger sig med driften af store landbrug drevet af slaver.

## Kalendere
Den Varronianske Kronologi var et forsøg på at fastlægge en nøjagtig, år-for-år, tidslinje for romersk historie frem til Varros egen tid. Den baserede sig på den traditionelle rækkefølge af konsuler i den Romerske Republik. Huller i tidslinjen blev udfyldt med perioder under diktatorer og perioder med anarki (magtløshed). Selvom senere forskning har vist, at kronologien indeholder fejl, er den stadig den mest anerkendte standardkronologi. Dette skyldes i høj grad, at den blev indskrevet på Augustus' triumfbuen i Rom. Selvom triumfbuen ikke længere står, er en stor del af kronologien bevaret under navnet Fasti Capitolini.

## Værker
Varro skrev utrolig meget. Filologen Ritschl anslår, at han skrev 74 værker fordelt på omkring 620 bøger. Desværre er kun ét værk bevaret i sin helhed, mens vi ellers kun har brudstykker af de resterende. Mange af brudstykkerne stammer fra Gellius' værk "Attiske Nætter". Han blev kaldt "den mest lærde af romerne" af Quintilian, og var også anerkendt af Plutarch som "en mand med dybdegående kendskab til romersk historie".
Varro blev anerkendt som en vigtig kilde af mange andre antikke forfattere. Blandt disse kan nævnes Cicero, Plinius den Ældre, Virgil i Georgica, Columella, Aulus Gellius, Macrobius, Augustin af Hippo og Vitruvius. Sidstnævnte krediterer (VII.Intr.14) Varro for en bog om arkitektur.
Hans eneste komplet bevarede værk, Rerum rusticarum libri tres ("Tre Bøger om Landbrug"), er blevet beskrevet som "det velgennemtænkte system hos en erfaren og succesfuld landmand, der har set og praktiseret alt, hvad han beskriver."

Et bemærkelsesværdigt aspekt ved værket er Varros forudseenhed inden for mikrobiologi og epidemiologi. Han advarede sine læsere om at undgå sumpe og marskland, idet der i sådanne områder...
...udklækkes bittesmå væsner, som man ikke kan se med det blotte øje. Disse svæver i luften og trænger ind i kroppen gennem mund og næse, hvor de forårsager alvorlige sygdomme.
Den moderne forsker, Bertha Tilly, vurderer Varros arbejde som følger:
For den ufattelige mængde af udført arbejde, for hans patriotiske glød, hans høje moralske følelser, for alsidigheden i skriftformer og emner, for det enorme materiale, tårner Varro sig op over alle sine samtidige og efterfølgere: han udmærkede sig ved lærdom, som ingen anden nogensinde havde været eller skulle blive.

### Eksisterende værker
- De lingua latina libri XXV (eller 'Om det Latinske Sprog' i 25 bøger, hvoraf seks bøger (V-X) er bevaret, dog delvist ødelagt)
- Rerum rusticarum libri III (eller 'Tre Bøger om Landbrug'), også kendt som De re rustica ("Om Landbrug") eller Res rusticae ("Landbrug")

### Kendte tabte værker
- Saturarum Menippearum libri CL eller Menippean Satires i 150 bøger
- Antiquitates rerum humanarum et divinarum libri XLI (Menneskelige og guddommelige tings oldtidshistorie)[22]
- Logistoricon libri LXXVI
- Hebdomades vel de imaginibus
- Disciplinarum libri IX (Et encyklopædi om de frie kunstarter, hvoraf den første bog handlede om grammatik)
- De rebus urbanis libri III (eller 'Om Byemner i Tre Bøger')
- De gente populi Romani libri IIII (jvf.. Augustin, 'De civitate dei' xxi. 8.)
- De sua vita libri III (eller 'Om Sit Eget Liv i Tre Bøger')
- De familiis troianis (eller 'Om de Trojanske Familier')
- De Antiquitate Litterarum libri II (adresseret til den tragiske digter Lucius Accius; det er derfor et af hans tidligste skrifter)
- De Origine Linguae Latinae libri III (adresseret til Pompejus; jvf.. Augustin, 'De civitate dei' xxii. 28.)
- Περί Χαρακτήρων (i mindst tre bøger, om orddannelse)
- Quaestiones Plautinae libri V (indeholdende fortolkninger af sjældne ord fundet i Plautus' komedier)
- De Similitudine Verborum libri III (m regelmæssighed i former og ord)
- De Utilitate Sermonis libri IIII (om princippet for anomali eller uregelmæssighed)
- De Sermone Latino libri V (?) (adresseret til Marcellus,[24] om retskrivning og poetiske versmål)
- De philosophia (jvf.. Augustin, 'De civitate dei' xix. 1.)
- De Bibliothecis (i tre bøger)[25]

Størstedelen af de eksisterende fragmenter af disse værker (primært de grammatiske værker) kan findes i følgende udgaver:
- Goetz–Schoell-udgaven af De Lingua Latina, side 199-242.
- Wilmanns' samling, side 170-223.
- Funaiolis samling, side 179-371."

## Yderligere læsning
- Cardauns, B. Marcus Terentius Varro: Einführung in sein Werk. Heidelberger Studienhefte zur Altertumswissenschaft. Heidelberg, Germany: C. Winter, 2001.
- d’Alessandro, P. “Varrone e la tradizione metrica antica”. Spudasmata, volume 143. Hildesheim; Zürich; New York: Georg Olms Verlag, 2012.
- Dahlmann, H.M. “Terentius Varro. Paulys Realencyclopädie der classischen Altertumswissenschaft”. Supplement 6, Abretten bis Thunudromon. Edited by Wilhelm Kroll, 1172–1277. Stuttgart: Metzler, 1935.
- Ferriss-Hill, J. “Varro’s Intuition of Cognate Relationships.” Illinois Classical Studies, volume 39, 2014, pp. 81–108.
- Freudenburg, K. "The Afterlife of Varro in Horace's Sermones: Generic Issues in Roman Satire." Generic Interfaces in Latin Literature: Encounters, Interactions and Transformations, edited by Stavros Frangoulidis, De Gruyter, 2013, pp. 297–336.
- Kronenberg, L. Allegories of Farming from Greece and Rome: Philosophical Satire in Xenophon, Varro and Virgil. Cambridge/New York: Cambridge University Press, 2009.
- Nelsestuen, G. Varro the Agronomist: Political Philosophy, Satire, and Agriculture in the Late Republic. Columbus: Ohio State University Press, 2015.
- Richardson, J.S. “The Triumph of Metellus Scipio and the Dramatic Date of Varro, RR 3.” The Classical Quarterly, volume 33, no. 2, 1983, pp. 456–463.
- Taylor, D.J.. Declinatio : A Study of the Linguistic Theory of Marcus Terentius Varro. Amsterdam: John Benjamins Publishing Company, 1974.
- Van Nuffelen, P. “Varro’s Divine Antiquities: Roman Religion as an Image of Truth.” Classical Philology, volume 105, no. 2, 2010, pp. 162–188.

## Eksterne links
- Marcus Terentius Varro: latinske værker på den latinske Wikisource.
- Værker af Marcus Terentius Varro på Project Gutenberg
- Værker af Marcus Terentius Varro på Internet Archive
- Værker af Marcus Terentius Varro på LibriVox (lydbøger i det offentlige domæne)
- de Re Rustica (Latin og Engelsk på LacusCurtius)
- Links til oversættelse af De Linga Latina af R.G.Kent
- Livius.org: Varronian chronology Arkiveret 7. oktober 2014 hos  Wayback Machine
- thelatinlibrary.com: Latinske værker af Varro
- Oxford Classical Dictionary
- Oxford Bibliographies